# روبين هرمان
روبين هرمان (26 يناير 1997 - ) (بالإنجليزية: Rubin Hermann)‏ هو لاعب كريكت جنوب أفريقي.

## وصلات خارجية
- روبين هرمان على موقع إي آس بي آن كريك إنفو (الإنجليزية)